# Kamp Stanislau

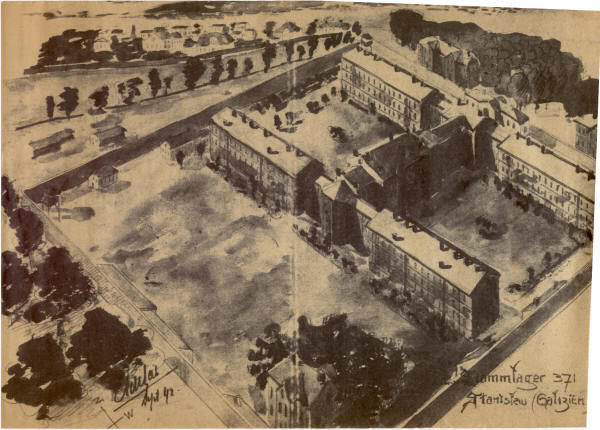
Kamp Stanislau in 1942.

Kamp Stanislau, ook bekend als Stalag 371, was een krijgsgevangenkamp tijdens de Tweede Wereldoorlog. Het lag in Stanislau, een stad die tot 1918 deel was van Oostenrijk-Hongarije, in het interbellum onder de naam Stanisławów Pools was, in 1939 als gevolg van het Molotov-Ribbentroppact werd ingelijfd door de Sovjets en op 26 juli 1941 werd ingenomen door de nazi's en die nu als Ivano-Frankivsk in Oekraïne ligt. Uiteindelijk zou het kamp van 1942 tot begin 1944 plaats bieden aan tweeduizend Nederlandse officieren die tussen 1940 en 1942 krijgsgevangen waren genomen in Nederland. Enkelen van de Nederlandse gevangenen wisten te ontsnappen uit Stanislau.

## Gebouwen en geschiedenis
In 1881 werd opdracht gegeven voor de bouw van een mannengevangenis aan de rand van Stanislau, in de bosrijke buitenwijk Dąbrowa, voor een som van 1,2 miljoen gulden. Het gebouw werd op 1 juli 1883 door bouwheer Franz Maurus opgeleverd, op tijd en binnen budget. Tijdens de Eerste Wereldoorlog ging de stad, en daarmee de gevangenis, in verschillende handen over. In de Poolse tijd werd het een militaire gevangenis, te midden van een aantal kazernes ten zuiden van de stad. Aangrenzend ten noorden van de gevangenis bevond zich een aantal cavaleriekazernes, waar tijdens de mobilisatie in de aanloop naar de Eerste Wereldoorlog de Eerste Divisie van het Zevende Keizerlijke en Koninklijke Dragonderregiment "Hertog van Lotharingen en Bar" in garnizoen lag, in de Poolse tijd lagen hier het 6e cavalerieregiment ulanen en de 6e divisie bereden artillerie in garnizoen.
Nadat in juli 1941 de stad door de Duitsers was ingenomen, werd er uiteindelijk een krijgsgevangenkamp gevestigd. Dit kamp bestond uit het gevangenisterrein en een belendend terrein van de cavalerie. Dit laatste, ook 'kleine kamp' of 'Cadettenkamp' genoemd, bood plaats aan de Nederlandse cadetten en adelborsten.

## Tweede Wereldoorlog
In mei 1942 werden de Nederlandse officieren, die sinds mei 1940 gedemobiliseerd waren, door de Duitse bezetter opgeroepen om zich te melden bij hun kazernes. Hitler gaf opdracht tot deportatie van deze beroeps- en reserveofficieren naar bijna 50 verschillende krijgsgevangenkampen. Ongeveer 2700 militairen kwamen toen terecht in kampen in Nederland, Duitsland en Polen. Een kleine 2000 officieren, cadetten en adelborsten werd overgebracht naar Oflag XIII B Teillager z.b.V. in Neurenberg-Langwasser. Begin augustus 1942 werden zij overgeplaatst naar Stalag 371 Stanislau.
Kamer 101 werd bewoond door Nederlandse officieren van de 5e Compagnie, II Bataljon. Op 30 september 1942 trouwde een van hen, Casparus Kiewut, 'met de handschoen' met A. van der Put uit Den Haag.
Op 8 juni 1943 werd nog een groep van enige tientallen Nederlandse krijgsgevangen officieren overgeplaatst van Oflag IV C bij Colditz naar Kamp Stanislau. Deze groep had in juli 1940 geweigerd de erewoordverklaring te tekenen. Ze kwamen op 11 juni aan, een van hen was Charles Douw van der Krap.
In 1944 werden de meeste Nederlandse officieren verdeeld over drie veewagons overgebracht naar Kamp Neubrandenburg. Onderweg zijn in de buurt van Halytsj zes gevangenen uit de tweede wagon van de rijdende trein gesprongen: Jan Eggink, Kees Harteveld, Harm Lieneman, Piet de Ruijter, Gerrit Boxman en hun leider Edward van Hootegem. Boxman viel op zijn hoofd en kon niet verder, en van Eggink werd niets meer gehoord. De andere vier bereikten Engeland. Vele anderen die probeerden te ontsnappen waren minder fortuinlijk.
In 1945 werden de gevangenen van Neubrandenburg ten slotte bevrijd door het Rode Leger.
In 1994 werd, in aanwezigheid van de eerste Nederlandse ambassadeur in Oekraïne, Robert Serry, een gedenksteen onthuld op de binnenplaats van het kamp, dat gebruikt wordt door de 114e Tactische Luchtbrigade van de Oekraïense luchtmacht. Enige tijd later bracht ook Hans Baron Bentinck een bezoek aan het kamp.

## Ontsnappingen[8]
21 augustus 1943
- G.H.M. van der Waals (1920-1948), 2e luitenant infanterie KNIL, vluchtte via de Karpaten naar Boedapest waar hij in december 1944 door SMERSJ gearresteerd werd. Hij kwam op 11 augustus 1948 in Sovjetgevangenschap om in Moskou[9]

29 november 1943
- C.L.J.F. Douw van der Krap (1908-1995), luitenant ter zee 2e klas, ontkwam via Warschau
- F.E. Kruimink (1917-2008), luitenant ter zee 3e klas, ontkwam via Warschau
- W.A. Pückel (1918-1992), 2e luitenant genie KNIL, ontkwam via Boedapest

11 januari 1944
- L.A.C.M. Doorman (1891-1955), schout-bij-nacht, ontkwam via Boekarest
- D.W. baron van Lynden (1917-1990), luitenant ter zee 2e klas, ontkwam via Boekarest

11 januari 1944 uit het 'Cadettenkamp'
- A.E.G. Ernst (1919), dienstplichtig wachtmeester artillerie KL, vermist[10]
- A.G.L. Ligtermoet (1919-1948), cadet-vaandrig infanterie KNIL, vluchtte richting Lemberg en trok enige maanden later oostwaarts, op 31 oktober 1948 in Sovjetgevangenschap in Odessa omgekomen[11]
- S. van der Pol (1917-2000), cadet-vaandrig-vlieger KL, ontkwam via Boedapest
- C.M. Popelier (1918-1945), aspirant-officier-vlieger KM, op 23 februari 1945 omgebracht in Mauthausen[12] (Aktion Kugel)
- H.R. von Seydlitz-Kurzbach (1917-1944), cadet-vaandrig cavalerie KNIL, gewond geraakt in de buurt van Lemberg en omgekomen op 17 september 1944[13]
- J. J. Singor (1920-2006), cadet-vaandrig-vlieger KL, ontkwam via Boedapest
- A.W. Verhage (1915-1945), cadet-vaandrig-vlieger KL op 23 februari 1945 omgebracht in Mauthausen[14]

Uit de trein die op 11 januari 1944 uit Stanislau vertrok
- J.A. Baron Bentinck (1916-2000), 2e luitenant infanterie KL, ontkwam via Boedapest
- Gerrit Boxman (1919-1944), 2e luitenant, gearresteerd en op 2 mei 1944 omgebracht in Mauthausen[15]
- G.C. Bijl de Vroe (1914-1988), 2e luitenant infanterie KL, ontkwam via Boedapest
- F.J.G. Brackel (1914-2007), 2e luitenant artillerie KL, ontkwam via Boedapest
- J.G. de Bruin, 1e luitenant, die tussen Berlijn en Neustrelitz uit de trein sprong en zwaargewond raakte
- H.J.M. Derks (1910-1944), 1e luitenant infanterie KL, in Neustrelitz uit de trein ontsnapt en ter plaatse doodgeschoten[16]
- Jan Eggink (1918-1944), 2e luitenant infanterie KL, gearresteerd en op 2 mei 1944 omgebracht in Mauthausen[17]
- W.H. van der Grinten, 1e luitenant, als geestelijke vermomd en later als landarbeider, vertoefde hij 3 maanden bij de Oekraïense partizanen, waarna hij na 3 maanden, toen de sneeuw begon te smelten, een poging deed om de Karpaten over te trekken naar Hongarije. Hij viel daar in april handen van de Gestapo, nadat de Duitsers in maart 1944 Hongarije hadden bezet. Hij werd teruggevoerd naar Neubrandenburg.[18]
- Kees Harteveld (1918-2000), 2e luitenant infanterie KL, ontkwam via Boedapest
- E.J.C. van Hootegem (1907-1996), 1e luitenant infanterie KL, ontkwam via Boedapest
- Kapitein Kanaar (had gevochten op de Grebbeberg en bij Rotterdam, mei 1940)
- L.A.D. Kranenburg (1916-1999), 2e luitenant infanterie KL, ontkwam via Boedapest
- Harm Lieneman (1914-1983), 1e luitenant infanterie KL, ontkwam via Boedapest
- Piet de Ruijter (1918-1978), 2e luitenant artillerie KL, ontkwam via Boedapest
- J. L. Zegers (1897-1970), kapitein-vlieger KL, wist Nederland te bereiken[19][20]
- A.M.J. de Kruif (1919-1997), cadet-sergeant KL[21][22]
- J.J.Maas (1921-1998), Adelborst Administratie, na ontsnapping weer opgepakt en gebracht naar Neubrandenburg
- J.Klaver (1920-1999), Adelborst Zeedienst, na ontsnapping weer opgepakt en gebracht naar Neubrandenburg
- J.B.Wortelboer (1920-1965), Adelborst Zeedienst, na ontsnapping weer opgepakt en gebracht naar Neubrandenburg
- B. Veldkamp (1921-2003), Adelborst Zeedienst, na ontsnapping weer opgepakt en gebracht naar Neubrandenburg
- R.H.Bosman (1921-1992), Adelborst Zeedienst, na ontsnapping weer opgepakt en gebracht naar Neubrandenburg
- A. de Wilde (1919-1979), Adelborst Zeedienst, na ontsnapping weer opgepakt en gebracht naar Neubrandenburg
- J.H.Vos (1919-1952), Adelborst Technische Dienst, na ontsnapping weer opgepakt en gebracht naar Neubrandenburg

Uit de trein die op 12 januari 1944 uit Stanislau vertrok
- Q.J. Ham (1913-1944), 1e luitenant infanterie KL, die vluchtte tijdens de mars, werd gepakt en op 2 mei 1944 omgebracht in Mauthausen[23]
- H.C. de Heer (1912-1944), 1e luitenant artillerie KL, die uit de trein wist te ontkomen, werd gepakt en op 2 mei 1944 omgebracht in Mauthausen[24]
- D. Rookmaaker (1913-1944), 1e luitenant artillerie KL, die vluchtte tijdens de mars, werd gepakt en op 2 mei 1944 omgebracht in Mauthausen[25]
- H.W.A.E. Speijers (1916-1944), 2e luitenant infanterie KL, die in de buurt van Berlijn uit de trein ontsnapte, werd gearresteerd toen hij Nederland probeerde te bereiken en op 3 april 1944 werd omgebracht in Mauthausen[26]
- R. Stuffken (1910-1944), luitenant ter zee 2e klas, die uit de trein wist te ontkomen, werd gepakt en op 2 mei 1944 omgebracht in Mauthausen[27]
- W.A. Young (1910-1945), 1e luitenant infanterie KL, die vluchtte tijdens de mars, werd neergeschoten, herstelde en op 23 februari 1945 omgebracht in Mauthausen[28]

17 januari 1944
- Harry Isbrücker, luitenant-ter-zee 1ste klasse[29]

In 1943 was er nog een aantal minder succesvolle ontsnappingen, waarbij de militairen uiteindelijk naar het kamp werden teruggebracht en na tien dagen afzondering weer bij de manschappen gevoegd. Twee van de cadetten die op 11 januari 1944 ontkwamen en acht van de officieren uit de eerste trein werden door Oekraïense partizanen geholpen en bereikten onder leiding van E.J.C. van Hootegem via de Karpaten uiteindelijk Hongarije, waar ze zich aansloten bij het anti-Duitse verzet, waartoe ook Gerrit van der Waals en Wil Pückel behoorden.

## Overlevenden
De meesten van de bijna 2000 Nederlandse officieren en cadetten hebben het overleefd en zijn na door de Sovjets te zijn bevrijd teruggekeerd naar Nederland, waar zij meestal hun militaire loopbaan voortzetten, onder hen bevonden zich de volgende officieren:
- Nico Berghuijs (1916-2003)
- Auguste Boost (1900-1985)
- Jaap Breunese (1889-1963)
- Michael Rudolph Hendrik
- Eelco Abel Wijdicks (1895-1967)
- Michael Calmeyer (1895-1990)[31]
- Machiel van den Heuvel (1900-1946), komend uit Colditz
- Willem Frederik Hennink (1886-1948)
- Hendrik Kaasjager (1891-1966)
- Herman Kars Karsen (1916-2003)
- Willem Landheer (1916-2000)
- Wijnand Langeraar (kapitein, leraar KMA) (1893-1944)[32]
- Cornelis Gerardus Lems (1917-2002)
- Johan Mekkes (1898-1987)
- Hendrik Jan van der Molen (1911-2005)
- Juliaan (Jules) Moraal (1917-2006)
- Adrianus Theodorus Christiaan Opsomer (kapitein, afgezwaaid als luitenant-generaal en commandant Eerste Legerkorps per 1 januari 1956) (1897-1970)[33]
- Charles Pahud de Mortanges (1896-1971)
- Willem van Rijn (1915-1997)
- Jan van Roermund  (1919-1995)
- Hans Rookmaaker (1922-1977)
- Cornelis Johannes Valk (1902-1983)
- Bert Veldkamp (1921-2003)
- Johannes A. (Joop) Mooy (1914-2005)
- Jaap Maas (1921-1998),
- Jan Klaver (1920-1999),
- Johan Wortelboer (1920-1965),
- R.H.Bosman (1921-1992),
- A. de Wilde (1919-1979),
- J.H.Vos (1919-1952),

## Overleden in krijgsgevangenschap

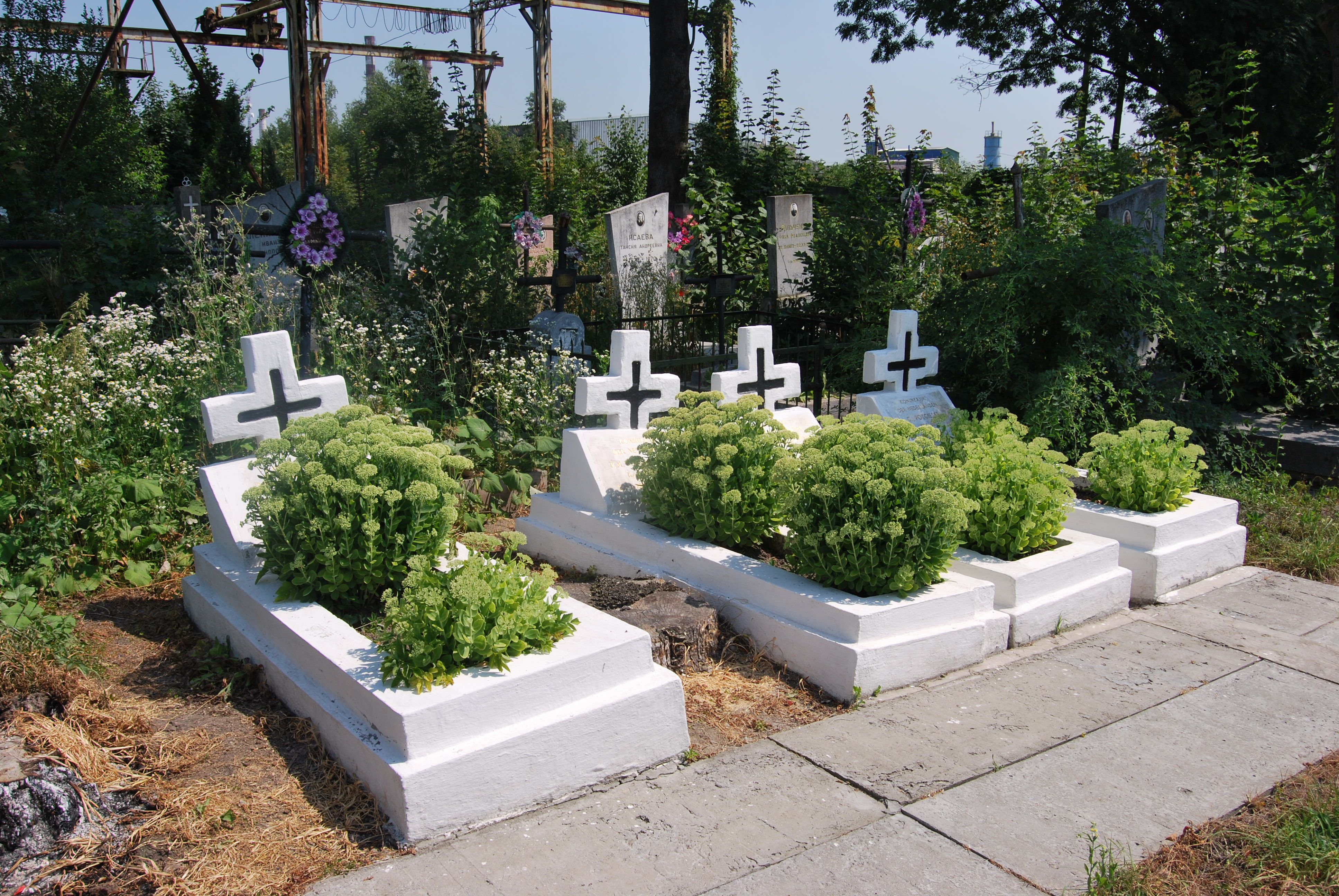
Graf van links naar rechts van Lohmeijer, van der Slikke, Keppel Hesselink en Potgieser

- A.J.J.M. Lohmeijer (4 april 1891 - 3 september 1942),[34] majoor staf der infanterie
- L.M. van Gastel (25 januari 1914 - 25 september 1942),[35] 1e luitenant infanterie (overleden in het hospitaal te Lemberg en aldaar begraven. Zijn graf is nooit gevonden)
- H. Keppel Hesselink (Arnhem, 16 juni 1887 - 29 september 1942),[36][37] luitenant-kolonel 3e regiment veldartillerie
- G.J. Potgieser (8 mei 1883 - 12 december 1942),[38] kolonel der intendance
- P.M.W.J. van der Slikke (22 januari 1896 - 27 augustus 1943),[39] kapitein kustartillerie